# Zecchino d'Oro 2014
Il cinquantasettesimo Zecchino d'Oro si è svolto a Bologna dal 25 al 29 novembre 2014   ed è stato trasmesso in diretta in Eurovisione e in Mondovisione su Rai Uno e Rai HD. Inoltre, come avviene per tutte le trasmissioni di Rai Uno, è stato trasmesso anche su Rai Italia, ed è stato replicato anche su Rai Yoyo in prima serata a partire dalle ore 20:00 della stessa giornata di messa in onda della diretta. 
La manifestazione è stata condotta da Veronica Maya affiancata ogni giorno da un conduttore diverso: Paolo Conticini (martedì e sabato), Marisa Laurito (mercoledì), Gianni Ippoliti e Gabriella Germani (giovedì), e Andrea Lucchetta (venerdì). 

## Brani in gara
- Chi ha paura del buio? (Testo: Mario Gardini/Musica: Giovanni Paolo Fontana, Roberto De Luca) - Edoardo Barchi (4 anni) e Alessia Chianese (9 anni)   (1º posto)
- Chicopez ( Costa Rica) (Testo: Victoria Eugenia Martínez/Testo italiano: Franco Migliacci, Andrea Casamento/Musica: Andrea Casamento) - Ines Rizzo (8 anni)
- Ci vuole un titolo (Testo: Maria Francesca Polli/Musica: Marco Iardella) - Cosma Cossiga (6 anni)
- Do i numeri (Testo: Mario Gardini/Musica: Carlo Maria Arosio) - Lorenzo Dibilio (10 anni)
- I Beagles (Testo: Gianfranco Grottoli, Andrea Vaschetti/Musica: Gianfranco Grottoli, Andrea Vaschetti) - Claudia Verrillo (8 anni) (2º posto)
- Il cuore del re (Testo: Flavio Conforti/Musica: Flavio Conforti) - Sara Laconi (8 anni)
- Il domani (Testo: Gianfranco Grottoli, Andrea Vaschetti, Alessandro Visintainer/Musica: Gianfranco Grottoli, Andrea Vaschetti, Alessandro Visintainer) - Sara Guglielmelli (10 anni)   (3º posto)
- La mia casa (Testo: Mario Gardini/Musica: Lodovico Saccol) - Eleonora Mezza (10 anni) e Flavia Prosperi (4 anni)
- La tarantola (Testo: Antonio Buldini/Musica: Antonio Buldini) - Sofia Gentile (9 anni)
- L'orsacchiotto dall'oblò (Testo: Valeria Bolani/Musica: Chiara Mario) - Gabriel Nardon (6 anni)
- Mono monopattino (Testo: Vittorio Sessa Vitali/Musica: Renato Pareti) - Sara Startari (10 anni)
- Un sogno leggerissimo (Testo: Emilio Di Stefano/Musica: Marco Iardella) - Sarah De Bartolomeo (10 anni)

## Ascolti
Risultati di ascolto delle varie serate, secondo rilevazioni Auditel.
| n°    | messa in onda    | Telespettatori | Share  |
| ----- | ---------------- | -------------- | ------ |
| 1     | 25 novembre 2014 | 2.065.000      | 15,42% |
| 2     | 26 novembre 2014 | 1.982.000      | 14,35% |
| 3     | 27 novembre 2014 | 1.843.000      | 13,84% |
| 4     | 28 novembre 2014 | 1.979.000      | 14,95% |
| 5     | 29 novembre 2014 | 2.707.000      | 16,28% |
| Media | Media            | 2.111.000      | 14,97% |

## Solidarietà
Il progetto di solidarietà per l'edizione 2014 ha l'intento di sostenere il servizio mensa dell'Antoniano, che celebra i 60 anni di attività, e non solo: verranno infatti coinvolte alcune mense del mondo francescano, per supportarle nell'erogazione quotidiana di pasti. L'obiettivo è quello di garantire da gennaio a dicembre 2015 circa 70.000 pasti e avviare percorsi di inserimento sociale, sanitario e lavorativo. Il motto scelto è: "Il Cuore dello Zecchino d'Oro, batte per le persone che vivono in povertà. Mettici un piatto anche tu!".

## Giuria
Nella prima puntata non era presente la giuria, poiché la gara è iniziata nella seconda giornata; sono stati eseguiti tutti i brani senza votazione. La giuria ha il compito di votare dalla seconda alla quarta giornata lo Zecchino d'argento, i voti di ogni giuria al termine della quarta giornata viene sommato per decretare il vincitore del premio, mentre la quinta giornata lo Zecchino d'Oro.

## Temi
In ogni puntata viene rappresentato un tema accompagnato da un video e con la partecipazione di alcuni ospiti:
- 1ª puntata: Famiglia
- 2ª puntata: Natura
- 3ª puntata: Scuola
- 4ª puntata: Arte e Gioco
- 5ª puntata: Il Mio Mondo

## Musica dal vivo
I brani di questa edizione (di cui Franco Fasano è direttore artistico) sono accompagnati dall'orchestra Swing Village Band guidata da Sandro Comini.

## Curiosità
- E' l'ultima edizione che ha condotto Veronica Maya.
- In questa edizione Il Piccolo Coro dell'Antoniano è posizionato a destra del palco, visto che la Swing Village Band è stato posizionata a sinistra, e la postazione della giuria è stata nella prima fila del pubblico in studio.
- Sara Guglielmelli è la sorella maggiore di Martina Guglielmelli, che nel 2017 ha interpretato Un nuovo giorno.
- A partire da questa edizione la sigla del programma è "Lo Zecchino siamo Noi".
- Gli interpreti del brano vincitore sono stati ospiti nello speciale della La festa della mamma e nell'edizione successiva.